# Göylər
Göylər è un comune dell'Azerbaigian situato nel distretto di Şamaxı. 